# Daniel - Der Zauberer
Daniel - Der Zauberer is een Duitse film uit 2004 met in de hoofdrol Daniel Küblböck, een voormalig deelnemer aan Deutschland sucht den Superstar, die zichzelf speelt. De film wordt regelmatig gezien als de slechtste Duitse film ooit gemaakt.

## Plot
Rike en Tom willen Daniel Küblböck vermoorden.

## Ontvangst
De film ontving zeer slechte recensies. De film werd door zijn slechte bezoekersaantallen na een week al niet meer vertoond in de meeste bioscopen.
De film haalt ook regelmatig lijsten voor de "slechtste films aller tijden" zoals in het Britse filmtijdschrift Total Film. Ook is het de laagst beoordeelde Duitse film op de website IMDB.